# Friedrich Antoniacomi
Friedrich Alois Maria Antoniacomi, auch Fritz Antoniacomi (* 2. November 1880 in Bozen; † 30. Januar 1975 in Innsbruck), war ein Tiroler Maler, Grafiker und Restaurator.

## Leben
Antoniacomi studierte von 1894 bis 1897 an der Staatsgewerbeschule in Innsbruck. Von 1898 bis 1900 war er in Villach ansässig. Anschließend war er Dekorationsmaler in Innsbruck. Von 1902 bis 1904 absolvierte er eine Weiterbildung als Maler bei Alfons Siber in Hall in Tirol. Daneben war er als Restaurator von Kirchenmalereien tätig. Von 1904 bis 1910 studierte er an der Akademie der bildenden Künste Wien bei Sigmund L’Allemand, Christian Griepenkerl und Julius Schmid. In den Semesterferien arbeitete er mit Wilhelm Höhnel an Wandmalereien und Restaurierungen.
Neben dem Studium war er auch Assistent an verschiedenen Wiener Schulen. 1911 wurde er Lehrer an der Staatsgewerbeschule in Trient. 1915 wurde er als Lehrer an die Fachschule der Tonindustrie in Znaim berufen. 1916 wurde er zum Professor nach Triest berufen (Trient und Triest gehörten damals zu Österreich-Ungarn).
Von 1919 bis 1946 war er Lehrer an der Bundesgewerbeschule in Innsbruck. 1933 war er Gründungsmitglied (mit Josef Manfreda) der Künstlervereinigung „Erde“. 1944 wurde sein Atelier bei einem Bombenangriff zerstört. 1947 war er Gründungs- und Vorstandsmitglied im Künstlerbund Tirol.
Er schuf hauptsächlich Landschaften, mythologische und biblische Szenen sowie Fresken.

## Werke (Auswahl)
- Leopoldinum in Hall 1950
- Porträts im Bergiselmuseum in Innsbruck
- Gemälde im Besitz der Tiroler Landesregierung und der Stadt Innsbruck